# Карликовый попугай Эдвардса

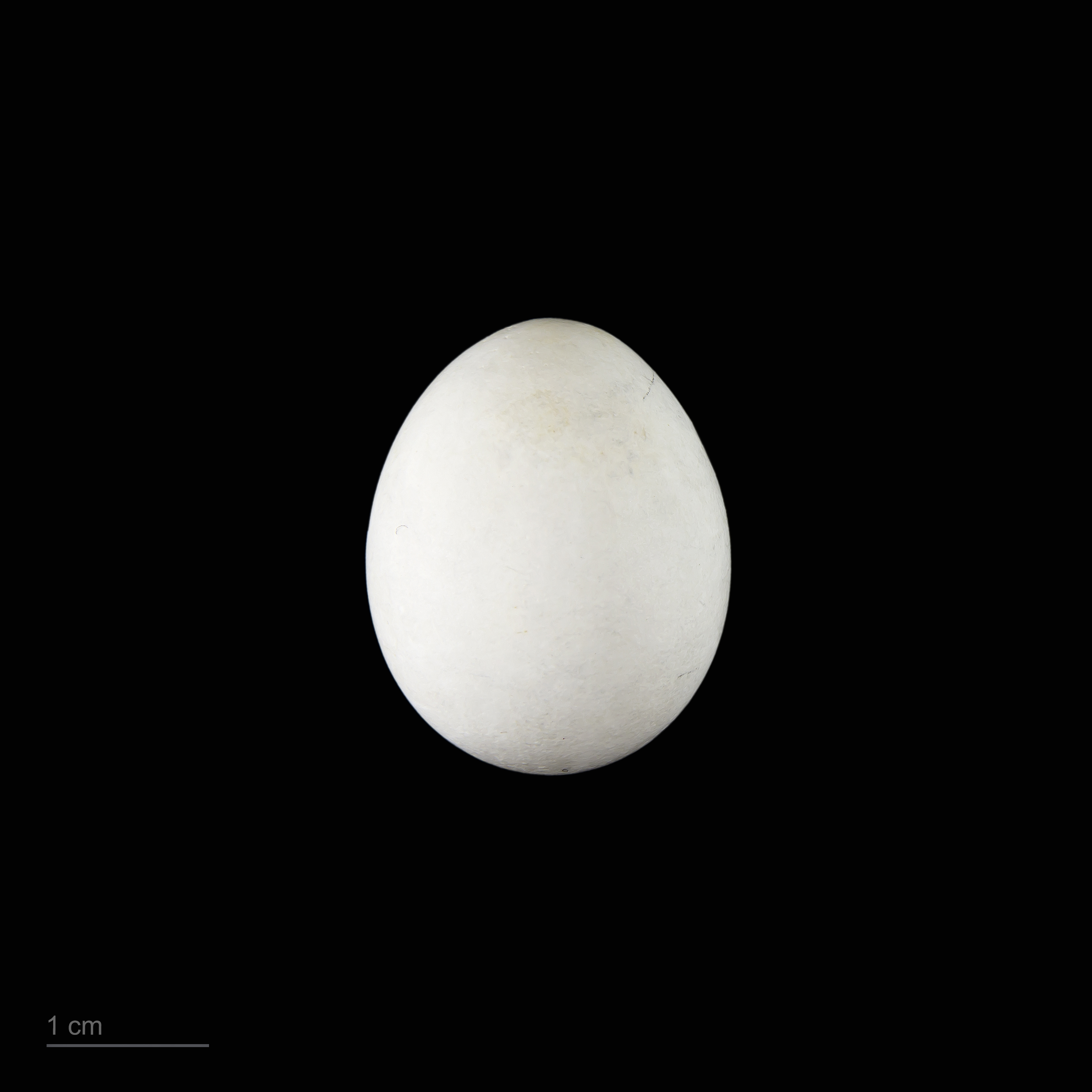
яйцо Psittaculirostris edwardsii - Тулузский музеум

Карликовый попугай Эдвардса (лат. Psittaculirostris edwardsii) — птица отряда попугаеобразных. Вид назван в честь французского орнитолога Альфонса Мильн-Эдвардса (1835—1900).

## Описание
Карликовый попугай Эдвардса достигает длины 18 см. Оперение преимущественно зелёное. У самцов темя, лоб и уздечка жёлто-зелёные. Затылок оливково-коричневого цвета. Между затылком и глазами проходит чёрная полоса. Кроющие уха жёлтые. Под глазами имеется зеленовато-синее пятно. Грудь, горло и щёки багровые. Над серединой груди проходит тонкая фиолетово-голубая полоса. У внутренних кроющих крыльев оранжево-красные вершины. Нижняя сторона крыльев сине-зелёного цвета. Вокруг красных радужин имеется серое окологлазное кольцо. Ноги светло-серые, клюв чёрный. У самок фиолетово-голубая полоса на груди. У молодых птиц жёлтые щёки с красноватым налётом, кроющие уха зеленовато-жёлтые, радужины тёмные. Громкий голос звучит резко, с металлическим оттенком.

## Распространение
Карликовый попугай Эдвардса населяет леса, опушки леса и частично раскорчёванные земли на равнине и в горах, иногда встречается в садах. Область его распространения простирается на востоке от залива Телук-йос-Сударсо (англ. Yos Sudarso Bay) и Ванимо в Западном Папуа до залива Хьюон в Папуа-Новой Гвинее.

## Образ жизни
Карликовый попугай Эдвардса живёт обычно парами или вне сезона гнездования небольшими стаями. Иногда можно наблюдать стаи, численность которых на плодоносящих деревьях доходит до 35 особей, иногда попугаи объединяются с другими видами птиц, предпочитающими инжир. Он держится большей частью в кроне деревьев, птицы быстры и подвижны. Их питание состоит из плодов (в частности, инжир), нектара, цветков и, вероятно, насекомых и их личинок. Часто птицы поедают плоды, вися  головой вниз. Период гнездования, вероятно, в октябре, так как в это время наблюдалось спаривание. Гнёзда строят в дуплах деревьев на высоте до 20 м.